# Sejšelska rupija
Sejšelska rupija, ISO 4217: SCR je službeno sredstvo plaćanja na Sejšelima. Na lokalnom sejšelskom kreolskom (Seselwa) jeziku se zove roupi. Označava se simbolom SR, a dijeli se na 100 centi.

Rupija je uvedena 1914. godine, kada je uvedena u optjecaj paralelno s tadašnjom mauritanijskom rupijom, i to u omjeru 1:1.

U optjecaju su bile kovanice od 1, 5, 10 i 25 centi, te 1 i 5 rupija, i novčanice od 10, 25, 50, 100 i 500 rupija.